# Labeo calbasu

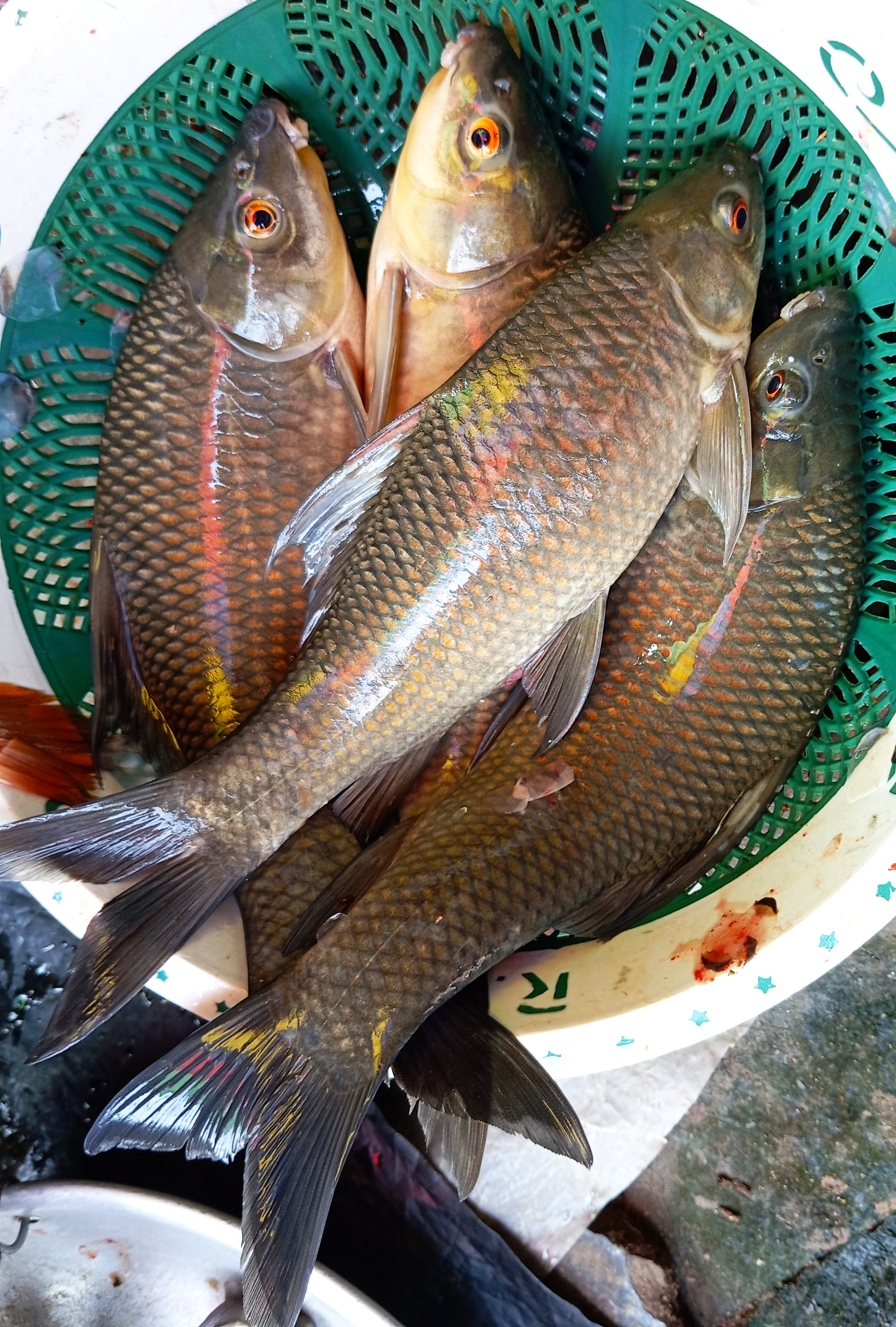
Labeo calbasu, Kolkata, Westbengalen

Labeo calbasu (engl. Orangefin Labeo, Black Rohu, Kalibaus, Kalia, auf Bengali কালিবাউশ)  ist ein Karpfenfisch aus Süd- und Südostasien. Synonym wurde er von Hamilton auch als Cyprinus calbasu beschrieben.

## Vorkommen und Lebensraum
Labeo calbasu kommt in langsam fließenden Bächen, Flüssen, Teichen und Seen der Länder Pakistan, Indien, Bangladesch, Myanmar, Nepal, Thailand  vor. In Südwestchina wurde er eingeführt. Dabei kann er bis ins Brackwasser vordringen

## Beschreibung

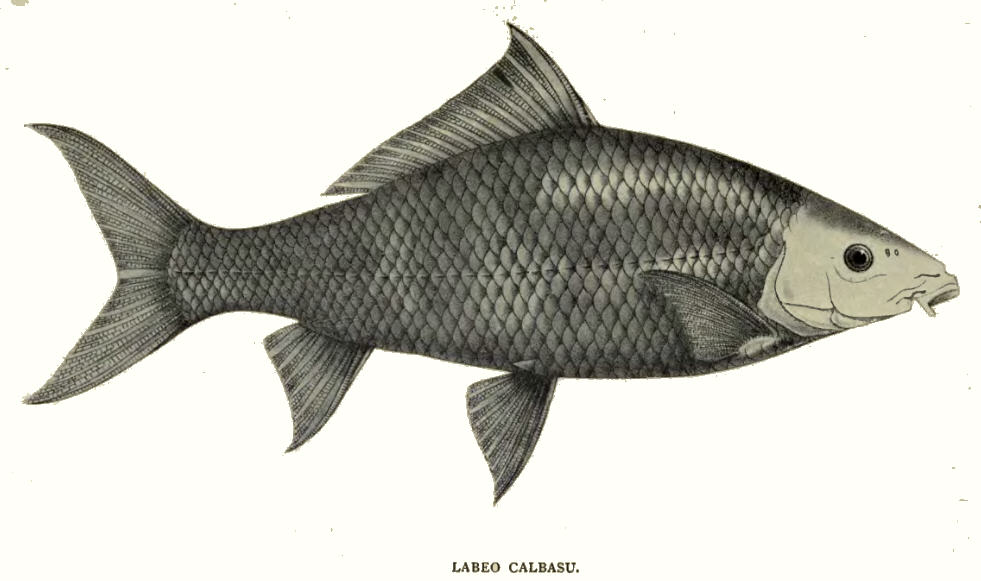
Skizze von Labeo calbasu

Charakteristisch für Labeo calbasu ist sein kleines unterständiges Maul, welches von fleischigen Lippen umgeben ist. Er besitzt zwei kleine Barteln. Seine Färbung variiert von dunkelschwarz bis kupferfarben auf der Rückenpartie bis leicht schwarz an den Flanken.
Die Fischart ist durch folgende Flossenformel gekennzeichnet: Dorsale 16-16, Anale 8.
Während im Barnai Fluss meist nur Fische mit Durchschnittslängen von 30 Zentimetern gefangen werden, kann Labeo calbasu bis maximal 90 Zentimeter lang werden.

## Lebensweise
Der sich überwiegend in Grundnähe aufhaltende Labeo calbasu ernährt sich von Wasserpflanzen, Krebstieren, Insektenlarven, Algen und Diatomeen. Untersucht wurde seine Nahrungszusammensetzung in einem indischen Gewässer, die prozentual zu 10 % aus Algen, 10 % höheren Pflanzen, 48 % aus Protozoen, 12 % Krebstiere, 10 % Mollusken und 15 % aus gefiltertem Schlamm und Sand bestand. Im Ökosystem der südostasiatischen Gewässer spielt er eine wichtige Rolle bei der Beseitigung von organischen Abfällen auf dem Gewässergrund. Das Weibchen kann bis zu 200.000 Fischeier ablegen.

## Nutzung
Labeo calbasu wird in indischen Teichwirtschaften in Polykultur mit Speisefischarten wie Catla catla, Labeo rohita und Cirrhinus mrigala gehalten.
Seine Leber enthält einen hohen Anteil an Vitamin A, was ihn zu einem beliebten Speisefisch macht, für den es eine hohe Nachfrage gibt. Er ist außerdem in vielen Gewässern ein beliebter Sportfisch und wird in einigen Teichen als Detritusfresser zur Abfallbeseitigung eingesetzt. Im Barnai Fluss kommt er noch relativ häufig vor, in anderen Gewässern wurde sein Bestand von der Roten Liste der IUCN als gefährdet eingestuft, so dass eine Überfischung von staatlichen Aufsichtsbehörden teilweise reglementiert wurde.